# Maison Mourousi
La maison Mourousi est un ancien immeuble de rapport de Saint-Pétersbourg, situé à l'angle de l'avenue Liteïny et de la rue Pestel. Il est remarquable pour son style néo-mauresque. Il a été édifié entre 1874 et 1877 pour le comte Alexandre Dmitrievitch Mourousi.
En 1955-1972, le poète russe Joseph Brodsky résidait dans une Kommounalka (ou appartement en commun) de la maison Mourousi.  Aujourd'hui, un musée commémoratif est ouvert dans son ancien appartement.